# Andrzej Płoski
Andrzej Płoski (ur. 22 sierpnia 1949 w Kielcach) – artysta plastyk.

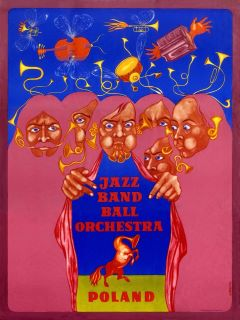
Plakat Jazz Band Ball Orchestra, Kraków 1974, projekt A. Płoskiego

## Życiorys
Urodził się jako drugi z 3 synów mecenasa Andrzeja Płoskiego i Zofii z domu Majcher (Arkadiusz (1947), Michał (1951). Ukończył Państwowe Liceum Sztuk Plastycznych w Kielcach w 1968 r. i następnie ASP w Krakowie w 1974 r. w klasie miedziorytu prof. Mieczysława Wejmana i plakatu prof. Macieja Makarewicza.
W 1972 r. ożenił się ze Szwedką z Lund, Margaretą Rystad, córką profesora historii Görana Rystad. Po studiach zamieszkali z nowo narodzonym synem Johanem (1973) w Kielcach. Z powodów trudnych warunków mieszkaniowych w 1975 r. wyjechali do Lund i tam zamieszkali na stałe. Tu ich rodzina powiększyła się o kolejną trójkę dzieci: Michał (1975), Sofia (1978) i Helena (1987) i ośmioro wnuków.
Początki Andrzeja Płoskiego w Szwecji były trudne i dla młodego artysty utrzymanie rodziny niemożliwe. Dla ratowania budżetu domowego podjął się pracy fizycznej. Następnie dostał posadę w bibliotece miejskiej. Frustracja wynikająca z pracy w nie swoim zawodzie spowodowała, że w 1978 r. podłożył bombę w miejskiej hali wystawowej w Lund. Była to kontestacja artystyczna warunków społecznych młodych artystów w Szwecji. Policja jednak potraktowała ten protest poważnie, zamknęła część rynku Mårtenstorget dla ruchu, sprowadziła specjalnego robota i wóz saperski. Bomba okazała się być atrapą i nie wyciągnięto konsekwencji prawnych wobec artysty.
Z biegiem czasu wypracował sobie pozycję jako ilustrator książek (obecnie ponad 300 pozycji). W 2004 r. otrzymał po raz trzeci stypendium od Sveriges Författarfond, fundusz rozdzielający szwedzkie stypendia państwowe, m.in. pisarzom i artystom plastykom.
Odniósł sukces artystyczny ale nie zapomniał o swoich korzeniach. Często przyjeżdża do Polski, utrzymuje bliski kontakt z przyjaciółmi i wystawia swoje najnowsze prace.

## Ocena twórczości
Andrzej Płoski określa się jako „nowoczesny tradycjonalista”. Tak jak Tadeusz Kantor w latach 50. i 60. w Krakowie bawił się nowinkami napływającymi do Polski z Zachodu, tak Andrzej Płoski eksperymentuje kolażem, op-artem, sztuką konceptualną, happeningem, emballagem, objet trouvé, czyli przypadkowo znalezionymi obiektami, jako nowymi środkami wyrazu. Jest nowoczesny. Po rozpoznaniu zaoferowanych możliwości wyrazowych nowego kierunku w sztuce, wzbogacony nowym doświadczeniem, powraca do tradycyjnych środków wyrazu, technik artystycznych nauczonych w liceum, na studiach i opanowanych do perfekcji dzięki wieloletniej praktyce: kreska, plama, kolor. Jego sztuka opiera się na polskim poczuciu humoru i absurdach lat studenckich spędzonych w PRL.
Wśród jego bogatej twórczości wyróżnia się seria portretów rodziny i przyjaciół, charakteryzujące się wnikliwą analizą osoby portretowanej (olej na płótnie).

## Ilustracje do książek
- „Folksagor”, Jan Öjvin Svahn, Braböcker, 1987/1988
- „Fienden är svensk”, K. Arne Blom ; illustrationer av Andrzej Płoski, Boström, 1996
- „Matbok”, Lennart Hellsing, Rabén & Sjögren, 1998
- „Koka soppa på fysik”, Hans Uno Bengtsson, Alfabeta bokförlag, 1999
- „Lundaprofiler under 1000 år”, Jan Mårtensson, Andrzej Ploski, Sydsvenskan, 1999
- „Twórczość Franza Kafki - Twórczość Kulturowa i Literacka”, Daniel Kalinowski, Andrzej Płoski, Wydawnictwo Pomorskiej Akademii Pedagogicznej w Słupsku, 2005
- „Som man bäddar”, Torsten Birgersson, Alfabeta bokförlag, 1/5 2006
- „Erna Rosenstein - 19 dikter”, tłumaczyła Barbara Kobos Kaminska, ISBN 978-91-633-9635-9, 9/12 2009
- „Världens litteraturer: en gränsöverskridande historia”, red. Margareta Petersson, Studentlitteratur, 16/3/2011
- „Greckie Pomidory”, Joanna Nicklasson-Mlynarska, Mikael Backman, wyd. Czarna Owca, 21/4 2010

## Wystawy
- 1973 Lund, Lunds Nation, Tre Grafiker från Konstakademin i Kraków
- 1977 Lund, Pierwsza wystawa indywidualna
- 2006 Radom, „Kjopki i... rzeczy poważne”, Wystawa prac malarza, grafika i ilustratora Andrzeja Płoskiego[4]
- 2009 Kielce, Muzeum Historyczne, „Tajemnice Światła”, Wystawa z cyklu „Medytacje i Wariacje”
- 2010 Kielce, „Aniołowie i Ptaki” Michał Płoski, Andrzej Płoski, Stanisław Zbigniew Kamieński[6]